# Alfred François Galopin
Alfred François Galopin (Luik, 23 september 1872 - 21 maart 1935) was een Belgisch volksvertegenwoordiger.

## Levensloop
Beroepshalve was Galopin journalist.
Hij werd tot gemeenteraadslid en schepen van Luik verkozen in 1932. In 1908 werd hij provincieraadslid tot in 1913. Dat jaar werd hij socialistisch volksvertegenwoordiger voor het arrondissement Luik in opvolging van de overleden Hector Denis. Hij bleef het mandaat vervullen tot in 1932.